# گژگوش چیخوفسکی
گژگوش چیخوفسکی (لهستانی: Grzegorz Ciechowski؛ ‏ ۲۹ اوت ۱۹۵۷ – ۲۲ دسامبر ۲۰۰۱) ترانه‌سرا، خواننده، موسیقی‌دان و آهنگساز اهل لهستان بود.
از فیلم‌ها یا مجموعه‌های تلویزیونی که وی در آن‌ها نقش داشته است، می‌توان به سریال تلویزیونی جادوگر، جادوگر (فیلم) اشاره نمود.